# Mihály Hajdú
Mihály Hajdu (* 30. Januar 1909 in Orosháza, Königreich Ungarn; † 23. Juli 1990 in Budapest) war ein ungarischer Komponist.

## Leben und Wirken
Mihály Hajdú studierte von 1929 bis 1933 an der Franz-Liszt-Musikakademie in Budapest Komposition bei Zoltán Kodály und Klavier bei Arnold Székely und István Thomán. Nach seinem Studienabschluss arbeitete er bis 1940 als Klavierlehrer an privaten Musikschulen und von 1941 bis 1949 an der höheren Musikschule in Budapest. Von 1949 bis 1960 unterrichtete er Musiktheorie an der Béla-Bartók-Musikfachschule und danach bis zu seiner Pensionierung im Jahr 1977 an der Franz-Liszt-Musikakademie.  Er komponierte eine Oper, Orchesterwerke, Chorwerke, Konzertstücke, Kammermusik, Lieder, Klavierstücke, sowie pädagogische Werke für Soloinstrumente, Kammerensembles und Jugendorchester.
Mihály Hajdu erhielt für seine Komposition Capriccio all'ongarese den Publikumspreis des ungarischen Radios, den Erkel-Preis und im Januar 2009 gab es in seiner Geburtsstadt Orosháza
anlässlich seines 100. Geburtstages eine Gedenkveranstaltung.